# 2014년 FIFA 월드컵 H조
2014년 FIFA 월드컵 H조에는 벨기에, 알제리, 러시아, 그리고 대한민국이 편성되었다. H조 일정은 2014년 6월 17일에 시작해 6월 26일에 마무리되었다.

## 팀
| 편성 기호 | 국가     | 소속 연맹 | 본선 진출 경로          | 본선 진출 확정일 | 본선 진출 횟수 | 최근 출전 대회 | 역대 최고 성적                     | FIFA 랭킹   | FIFA 랭킹  |
| 편성 기호 | 국가     | 소속 연맹 | 본선 진출 경로          | 본선 진출 확정일 | 본선 진출 횟수 | 최근 출전 대회 | 역대 최고 성적                     | 2013년 10월 | 2014년 6월 |
| --------- | -------- | --------- | ----------------------- | ---------------- | -------------- | -------------- | ---------------------------------- | ----------- | ---------- |
| H1 (머리) | 벨기에   | UEFA      | 유럽 예선 A조 1위       | 2013년 10월 11일 | 12회           | 2002년         | 4위 (1986년)                       | 5위         | 11위       |
| H2        | 알제리   | CAF       | 아프리카 3차 예선 승리  | 2013년 11월 19일 | 4회            | 2010년         | 조별 리그 (1982년, 1986년, 2010년) | 32위        | 22위       |
| H3        | 러시아   | UEFA      | 유럽 예선 F조 1위       | 2013년 10월 15일 | 10회           | 2002년         | 4위 (1966년)                       | 19위        | 19위       |
| H4        | 대한민국 | AFC       | 아시아 4차 예선 A조 2위 | 2013년 6월 18일  | 9회            | 2010년         | 4위 (2002년)                       | 56위        | 57위       |

참고
1. ↑  2013년 10월 랭킹은 본선 조편성에 반영되었다.
2. ↑  이번 대회는 러시아가 출전하는 3번째 FIFA 월드컵이다. 그러나, FIFA는 러시아를 소련을 계승한 것으로 간주했다.
3. ↑  러시아는 1994년 대회와 2002년 대회 모두 조별 리그를 통과하지 못했었다. 그러나, FIFA는 러시아를 소련을 계승한 것으로 간주했다.

## 순위
| 조별 리그 범례 | 조별 리그 범례                    |
| -------------- | --------------------------------- |
|                | 조 1위와 2위가 16강전에 진출한다. |
|                | 조별 리그 탈락.                   |

| 팀       | 경기 | 승 | 무 | 패 | 득 | 실 | 차 | 점 |
| -------- | ---- | -- | -- | -- | -- | -- | -- | -- |
| 벨기에   | 3    | 3  | 0  | 0  | 4  | 1  | +3 | 9  |
| 알제리   | 3    | 1  | 1  | 1  | 6  | 5  | +1 | 4  |
| 러시아   | 3    | 0  | 2  | 1  | 2  | 3  | −1 | 2  |
| 대한민국 | 3    | 0  | 1  | 2  | 3  | 6  | −3 | 1  |

출처: FIFA 보관됨 2019-06-11 - 웨이백 머신 

다음 라운드 진출 규정: 순위 규정

- 벨기에은 16강에서 미국 (G조 2위)를 상대한다.
- 알제리는 16강에서 독일 (G조 1위)를 상대한다.

## 경기

### 벨기에 vs 알제리

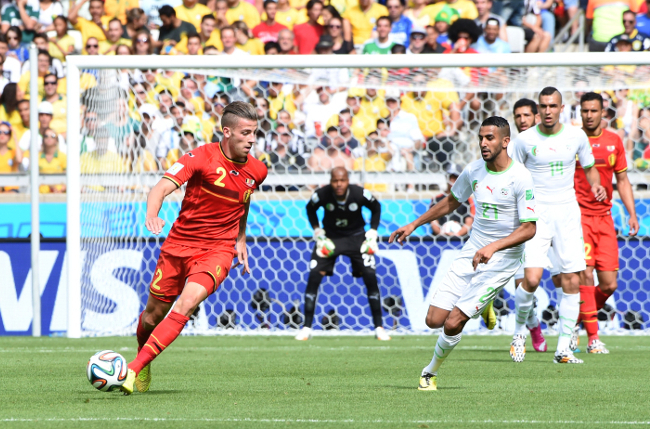
공을 끌고가는 토비 알데르베이럴트

양국은 두번의 친선전 맞대결을 펼쳤는데, 가장 최근에 벌어진 2003년 경기는 벨기에가 3-1로 이겼다.
알제리는 소피안 페굴리가 얀 페르통언에 걸려 넘어진 페널티킥을 성공시키는 것으로 전반전에 앞서나갔다. 벨기에는 후반전에 두골로 경기를 뒤집었는데, 모두 교체 요원들이 넣었다. 동점골은 마루안 펠라이니가 좌측의 케빈 더 브라위너가 띄운 공을 머리로 넣어 만들어냈고, 드리스 메르턴스는 에덴 아자르의 공을 받아 결승골로 연결했다.
페굴리는 페널티킥으로 1986년에 시작된 알제리의 506분 FIFA 월드컵 무득점에 종지부를 찍었는데, 이는 1930년부터 1990년 사이 볼리비아가 기록한 517분에 이어 두번째로 긴 수치이다.
| 벨기에                      | 2 – 1  | 알제리                |
| --------------------------- | ------ | --------------------- |
| 펠라이니 70′ · 메르턴스 80′ | 리포트 | 페굴리 25′ (페널티골) |

| 벨기에 | 알제리 |

| GK            | 1  | 티보 쿠르투아       |     |     |
| RB            | 2  | 토비 알데르베이럴트 |     |     |
| CB            | 15 | 다니엘 판 바위턴    |     |     |
| CB            | 4  | 뱅상 콩파니 (주장)  |     |     |
| LB            | 5  | 얀 페르통언         | 24′ |     |
| CM            | 6  | 악셀 위첼           |     |     |
| CM            | 19 | 무사 뎀벨레         |     | 65′ |
| RW            | 22 | 나세르 샤들리       |     | 46′ |
| AM            | 7  | 케빈 더 브라위너    |     |     |
| LW            | 10 | 에덴 아자르         |     |     |
| CF            | 9  | 로멜루 루카쿠       |     | 58′ |
| 교체 선수:    |    |                     |     |     |
| FW            | 14 | 드리스 메르턴스     |     | 46′ |
| FW            | 17 | 디보크 오리기       |     | 58′ |
| MF            | 8  | 마루안 펠라이니     |     | 65′ |
| 감독:         |    |                     |     |     |
| 마르크 빌모츠 |    |                     |     |     |

| GK                | 23 | 라이스 므볼리         |     |     |
| RB                | 22 | 메흐디 모스테파       |     |     |
| CB                | 2  | 마지드 부게라 (주장)  |     |     |
| CB                | 5  | 라피크 할리시         |     |     |
| LB                | 3  | 파우지 굴람           |     |     |
| RM                | 19 | 사피르 타이데르       |     |     |
| CM                | 12 | 카를 메자니           |     | 84′ |
| LM                | 14 | 나빌 벤탈렙           | 34′ |     |
| AM                | 10 | 소피안 페굴리         |     |     |
| AM                | 21 | 리야드 마레즈         |     | 71′ |
| CF                | 15 | 엘 아르비 힐렐 수다니 |     | 66′ |
| 교체 선수:        |    |                       |     |     |
| FW                | 13 | 이슬람 슬리마니       |     | 66′ |
| MF                | 8  | 메드히 라센           |     | 71′ |
| FW                | 9  | 나빌 길라스           |     | 84′ |
| 감독:             |    |                       |     |     |
| 바히드 할릴호지치 |    |                       |     |     |

| 최우수 선수: 케빈 더 브라위너 (벨기에) 부심: 마르코스 킨테로 (멕시코) 마르빈 토렌테라 (멕시코) 대기심: 알리레자 파가니 (이란) 후보 대기심: 하산 캄라니파르 (이란) |

### 러시아 vs 대한민국

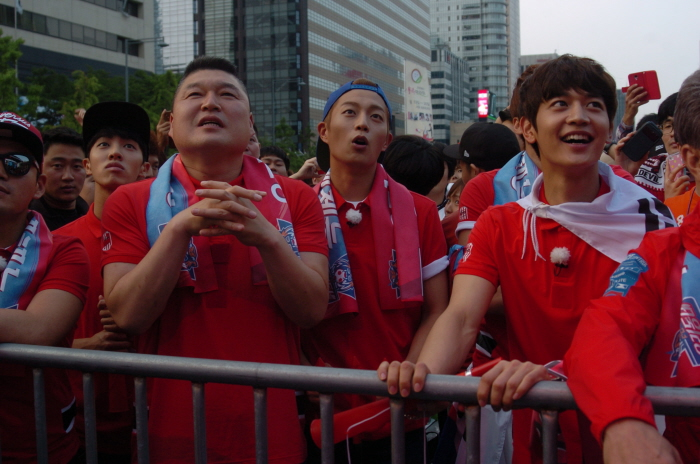
대한민국 광화문광장에 운집한 대한민국 팬들

양국은 2013년 친선전에서 한번의 맞대결을 벌였다.
전반전을 득점 없이 넘긴 후, 양국은 교체 선수들이 한골씩 주고받으며 경기를 1-1로 마쳤다. 우선, 한국영이 이근호에게 공을 넘겼고, 이근호의 장거리 슛은 러시아의 이고리 아킨페예프가 잡다 떨어뜨리고 골망을 갈랐다. 러시아는 알란 자고예프의 슛이 정성룡 대한민국 골키퍼에 막히자 안드레이 예셴코가 다시 가격한 뒤, 알렉산드르 케르자코프가 근거리에서 마무리했다.
| 러시아         | 1 – 1  | 대한민국   |
| -------------- | ------ | ---------- |
| 케르자코프 74′ | 리포트 | 68′ 이근호 |

| 러시아 | 대한민국 |

| GK            | 1  | 이고리 아킨페예프        |     |     |
| RB            | 22 | 안드레이 예셴코          |     |     |
| CB            | 4  | 세르게이 이그나셰비치    |     |     |
| CB            | 14 | 바실리 베레주츠키 (주장) |     |     |
| LB            | 23 | 드미트리 콤바로프        |     |     |
| DM            | 8  | 데니스 글루샤코프        |     | 72′ |
| CM            | 20 | 빅토르 파이줄린          |     |     |
| CM            | 18 | 유리 지르코프            |     | 71′ |
| RW            | 19 | 알렉산드르 사메도프      |     |     |
| LW            | 17 | 올레크 샤토프            | 49′ | 59′ |
| CF            | 9  | 알렉산드르 코코린        |     |     |
| 교체 선수:    |    |                          |     |     |
| MF            | 10 | 알란 자고예프            |     | 59′ |
| FW            | 11 | 알렉산드르 케르자코프    |     | 71′ |
| MF            | 7  | 이고리 데니소프          |     | 72′ |
| 감독:         |    |                          |     |     |
| 파비오 카펠로 |    |                          |     |     |

| GK         | 1  | 정성룡        |     |     |
| RB         | 12 | 이용          |     |     |
| CB         | 5  | 김영권        |     |     |
| CB         | 20 | 홍정호        |     | 73′ |
| LB         | 3  | 윤석영        |     |     |
| CM         | 16 | 기성용        | 30′ |     |
| CM         | 14 | 한국영        |     |     |
| RW         | 17 | 이청용        |     |     |
| AM         | 13 | 구자철 (주장) | 90′ |     |
| LW         | 9  | 손흥민        | 13′ | 84′ |
| CF         | 10 | 박주영        |     | 56′ |
| 교체 선수: |    |               |     |     |
| FW         | 11 | 이근호        |     | 56′ |
| DF         | 6  | 황석호        |     | 73′ |
| MF         | 7  | 김보경        |     | 84′ |
| 감독:      |    |               |     |     |
| 홍명보     |    |               |     |     |

| 최우수 선수: 손흥민 (대한민국) 부심: 에르난 마이다나 (아르헨티나) 후안 파블로 벨라티 (아르헨티나) 대기심: 로베르토 모레노 (파나마) 후보 대기심: 에릭 보리아 (미국) |

### 벨기에 vs 러시아

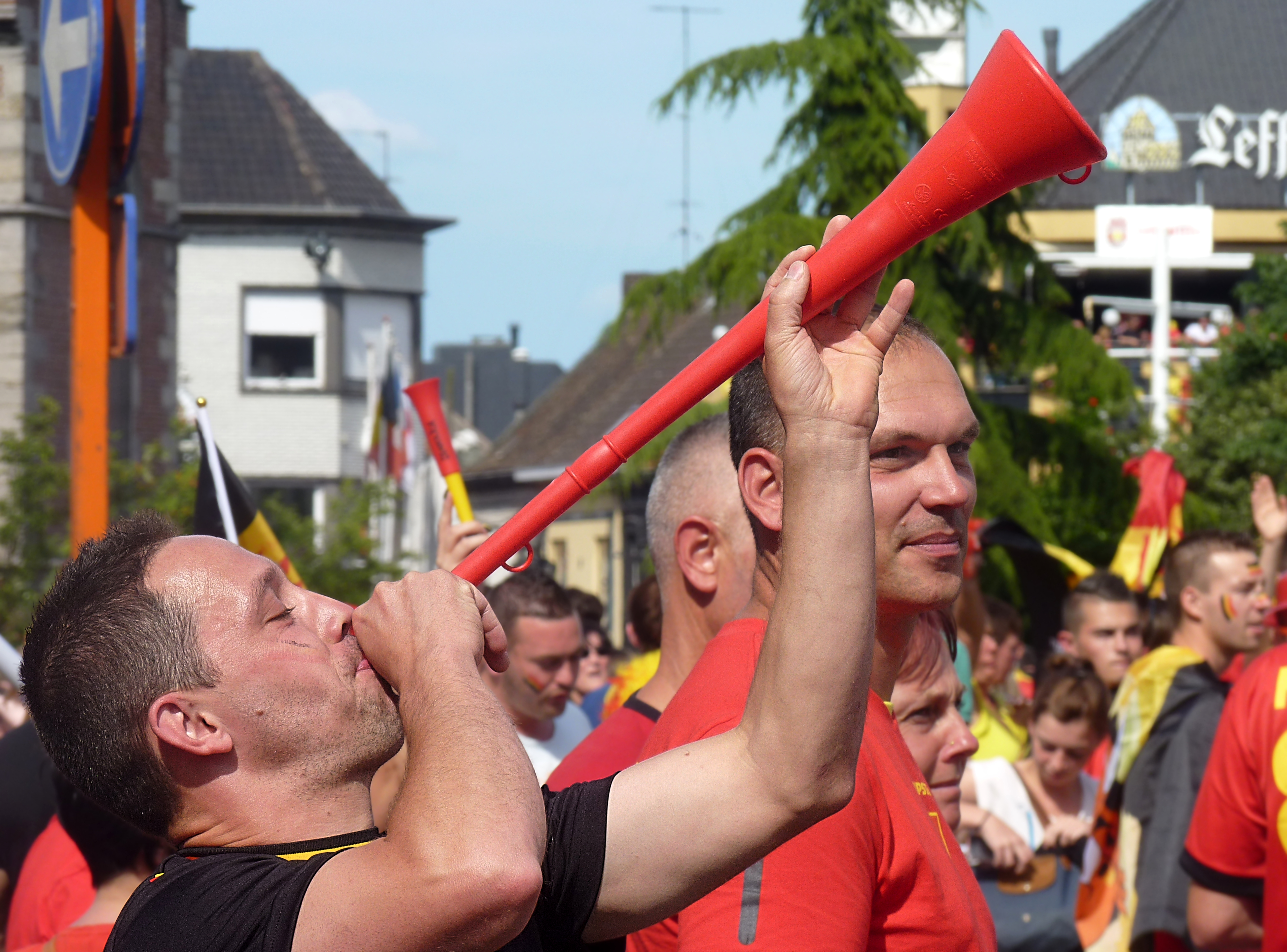
벨기에 무스크롱에서 부부젤라를 부는 벨기에 팬

양국은 8번의 맞대결 (소련 시절 경기를 포함하여) 을 펼친 전적이 있는데, 이 중 4번은 FIFA 월드컵에서의 맞대결이었다. (1970년 조별 리그: 벨기에 1-4 소련; 1982년 2차 조별 리그: 벨기에 0-1 소련; 1986년 16강전: 벨기에 4-3 (연장전) 소련; 2002년 조별 리그: 벨기에 3-2 러시아)
알렉산드르 코코린은 전반전에 러시아의 득점 기회를 잡았지만, 머리로 가격한 공은 5.5미터 벗어났다. 후반전 막판에 들어, 벨기에 교체요원 케빈 미라야스의 프리킥이 골대를 강타한 후, 벨기에는 또다른 교체 선수 디보크 오리기가 7미터 지점에서 에덴 아자르가 왼쪽으로 쇄도해 넘긴 공을 결승골로 연결했다.
| 벨기에     | 1 – 0  | 러시아 |
| ---------- | ------ | ------ |
| 오리기 88′ | 리포트 |        |

| 벨기에 | 러시아 |

| GK            | 1  | 티보 쿠르투아       |     |     |
| RB            | 2  | 토비 알데르베이럴트 | 73′ |     |
| CB            | 15 | 다니엘 판 바위턴    |     |     |
| CB            | 4  | 뱅상 콩파니 (주장)  |     |     |
| LB            | 3  | 토마스 페르말런     |     | 31′ |
| CM            | 6  | 악셀 위첼           | 54′ |     |
| CM            | 8  | 마루안 펠라이니     |     |     |
| RW            | 14 | 드리스 메르턴스     |     | 75′ |
| AM            | 7  | 케빈 더 브라위너    |     |     |
| LW            | 10 | 에덴 아자르         |     |     |
| CF            | 9  | 로멜루 루카쿠       |     | 57′ |
| 교체 선수:    |    |                     |     |     |
| DF            | 5  | 얀 페르통언         |     | 31′ |
| FW            | 17 | 디보크 오리기       |     | 57′ |
| MF            | 11 | 케빈 미라야스       |     | 75′ |
| 감독:         |    |                     |     |     |
| 마르크 빌모츠 |    |                     |     |     |

| GK            | 1  | 이고리 아킨페예프        |     |     |
| RB            | 2  | 알렉세이 코즐로프        |     | 62′ |
| CB            | 14 | 바실리 베레주츠키 (주장) |     |     |
| CB            | 4  | 세르게이 이그나셰비치    |     |     |
| LB            | 23 | 드미트리 콤바로프        |     |     |
| DM            | 8  | 데니스 글루샤코프        | 38′ |     |
| RW            | 19 | 알렉산드르 사메도프      |     | 90′ |
| CM            | 20 | 빅토르 파이줄린          |     |     |
| CM            | 17 | 올레크 샤토프            |     | 83′ |
| LW            | 6  | 막심 카눈니코프          |     |     |
| CF            | 9  | 알렉산드르 코코린        |     |     |
| 교체 선수:    |    |                          |     |     |
| DF            | 22 | 안드레이 예셴코          |     | 62′ |
| MF            | 10 | 알란 자고예프            |     | 83′ |
| FW            | 11 | 알렉산드르 케르자코프    |     | 90′ |
| 감독:         |    |                          |     |     |
| 파비오 카펠로 |    |                          |     |     |

| 최우수 선수: 에덴 아자르 (벨기에) 부심: 슈테판 루프 (독일) 마크 보어슈 (독일) 대기심: 카를로스 베라 (에콰도르) 후보 대기심: 비론 로메로 (에콰도르) |

### 대한민국 vs 알제리

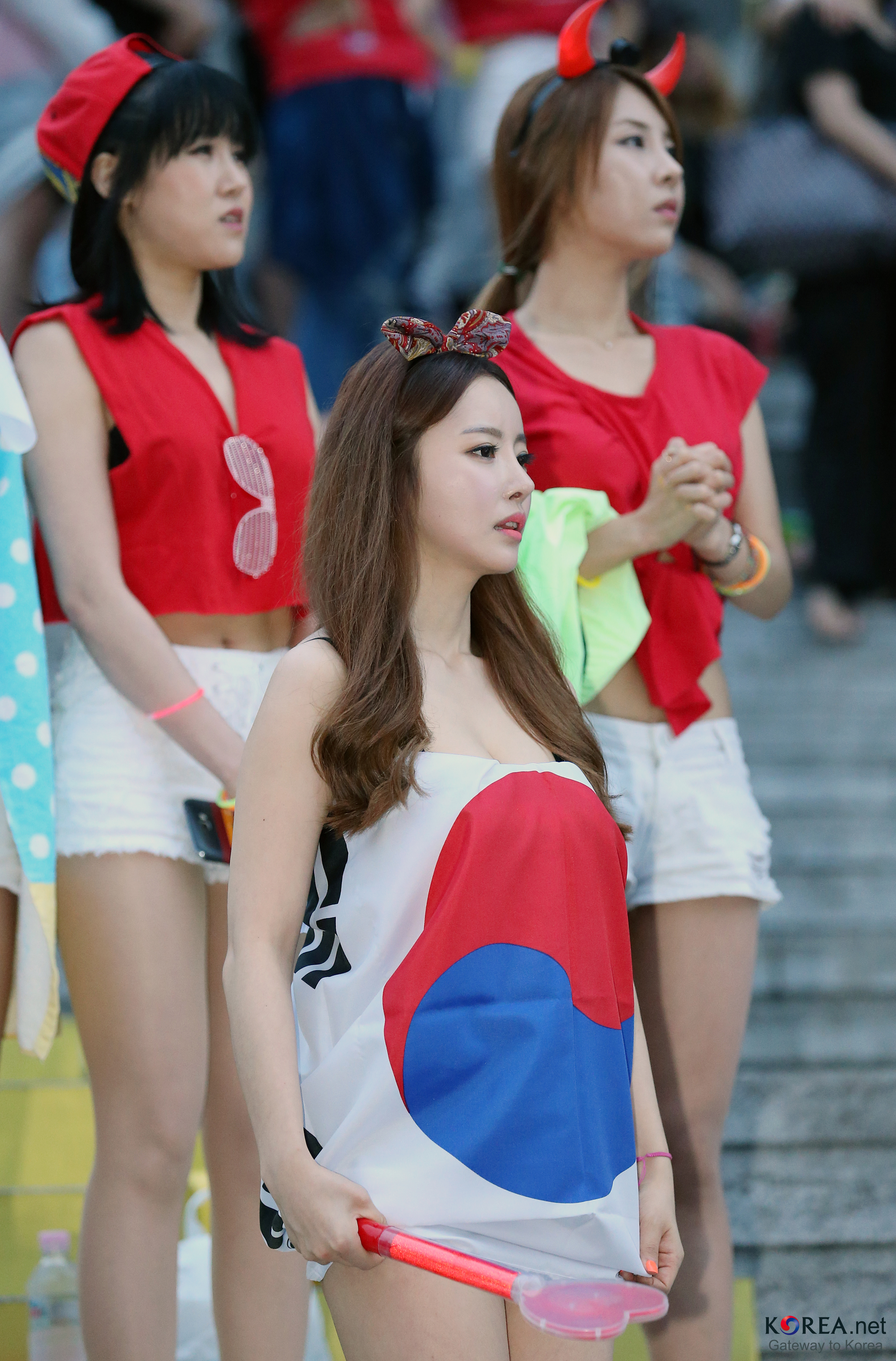
서울 광화문광장에서 응원하던 도중 절망에 빠진 대한민국 팬들

양국은 1985년 친선전에서 한차례 맞대결을 펼쳤다.
대회에 남기 위해 최소한 승점 1점이 필요한 알제리는 전반에만 3골을 득점해 여유있게 앞서나갔다. 우선, 이슬람 슬리마니가 대한민국 수비수 두명을 제치고 카를 메자니가 길게 넘긴 패스를 받아 왼발로 쇄도하는 골키퍼를 넘겼다. 2분 후, 라피크 할리시가 압델무멘 자부의 좌측 코너킥을 머리로 넣었다. 자부 또한 슬리마니의 패스를 받아 11미터 지점에서 왼발로 골을 성공시켰다. 후반전에 들어 손흥민은 기성용이 길게 차올린 공을 받아 왼발로 골키퍼 다리 사이로 넣어 점수차를 줄였지만, 야신 브라히미가 소피안 페굴리의 1대2 패스를 받아 페널티 구역에서 오른발로 넣어 점수차를 다시 3점으로 늘렸다. 구자철은 좌측의 이근호의 패스를 받아 대한민국의 두번째 골을 넣었지만, 골이 더 터지지 않으면서 알제리는 1982년 6월 24일 칠레전 이래 첫 승리이자 FIFA 월드컵에서 3번째 승리를 쟁취했다.
알제리는 FIFA 월드컵 역사상 최초로 한 경기에 4골을 득점한 최초의 아프리카 국가로 기록되었다.
| 대한민국                | 2 – 4  | 알제리                                              |
| ----------------------- | ------ | --------------------------------------------------- |
| 손흥민 50′ · 구자철 72′ | 리포트 | 슬리마니 26′ · 할리시 28′ · 자부 38′ · 브라히미 62′ |

| 대한민국 | 알제리 |

| GK         | 1  | 정성룡        |     |     |
| RB         | 12 | 이용          | 54′ |     |
| CB         | 20 | 홍정호        |     |     |
| CB         | 5  | 김영권        |     |     |
| LB         | 3  | 윤석영        |     |     |
| CM         | 14 | 한국영        | 69′ | 78′ |
| CM         | 16 | 기성용        |     |     |
| RW         | 17 | 이청용        |     | 64′ |
| AM         | 13 | 구자철 (주장) |     |     |
| LW         | 9  | 손흥민        |     |     |
| CF         | 10 | 박주영        |     | 57′ |
| 교체 선수: |    |               |     |     |
| FW         | 18 | 김신욱        |     | 57′ |
| FW         | 11 | 이근호        |     | 64′ |
| FW         | 19 | 지동원        |     | 78′ |
| 감독:      |    |               |     |     |
| 홍명보     |    |               |     |     |

| GK                | 23 | 라이스 므볼리        |     |     |
| CB                | 12 | 카를 메자니          |     |     |
| CB                | 2  | 마지드 부게라 (주장) | 67′ | 89′ |
| CB                | 5  | 라피크 할리시        |     |     |
| RWB               | 20 | 아이사 만디          |     |     |
| LWB               | 6  | 자멜 메스바흐        |     |     |
| CM                | 11 | 야신 브라히미        |     | 77′ |
| CM                | 18 | 압델무멘 자부        |     | 73′ |
| RW                | 10 | 소피안 페굴리        |     |     |
| LW                | 14 | 나빌 벤탈렙          |     |     |
| CF                | 13 | 이슬람 슬리마니      |     |     |
| 교체 선수:        |    |                      |     |     |
| FW                | 9  | 나빌 길라스          |     | 73′ |
| MF                | 8  | 메드히 라센          |     | 77′ |
| DF                | 4  | 에사이드 벨칼렘      |     | 89′ |
| 감독:             |    |                      |     |     |
| 바히드 할릴호지치 |    |                      |     |     |

| 최우수 선수: 이슬람 슬리마니 (알제리) 부심: 크리스티안 레스카노 (에콰도르) 에두아르도 디아스 (콜롬비아) 대기심: 알리레자 파가니 (이란) 후보 대기심: 하산 캄라니파르 (이란) |

### 대한민국 vs 벨기에

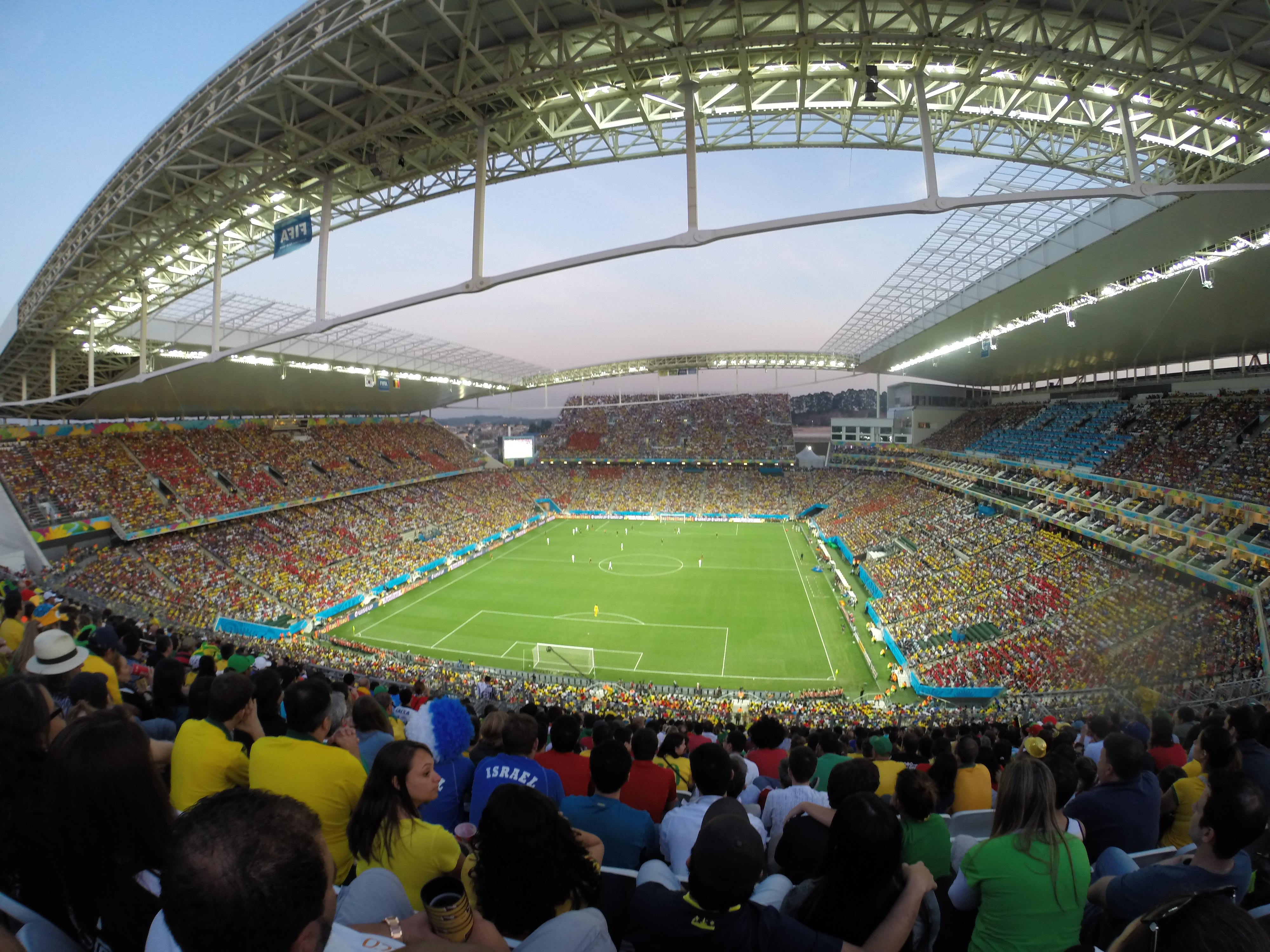
경기가 열린 아레나 코린치앙스 내부 전경

양국은 3번의 맞대결을 펼쳤는데, 이 중 2번이 FIFA 월드컵 조별 리그 경기였다. (1990년: 대한민국 0-2 벨기에; 1998년: 대한민국 1-1 벨기에)
결선 토너먼트 진출을 확정지은 벨기에는 조 1위를 확정짓기에 승점 1점을 추가할 필요가 있었으나, 전반전 막판에 스테번 드푸르가 김신욱에게 무모한 태클을 걸다 퇴장당하면서 차질을 빚었다. 벨기에는 후반전에 디보크 오리기의 슛이 대한민국의 김승규 골키퍼에 막히자 얀 페르통언이 튀어나온 공을 왼발로 밀어넣어 결승골을 기록했다.
벨기에는 이 경기마저 승리해 3승을 쓸어담아 조 1위를 차지하였고, 이 경기 전까지 다음 라운드 진출 가능성이 남아있던 대한민국은 탈락했다.
대한민국의 탈락으로 이 대회에 참가한 아시아 연맹 소속국 4개국 모두 각 최하위로 탈락했는데, 이들 기록을 모두 합산해 무승 3무 9패를 기록해 아시아 축구 연맹 소속국은 1998년 FIFA 월드컵 이래 최악의 성적표를 받았다.
| 대한민국 | 0 – 1  | 벨기에       |
| -------- | ------ | ------------ |
|          | 리포트 | 78′ 페르통언 |

| 대한민국 | 벨기에 |

| GK         | 21 | 김승규        |     |     |
| RB         | 12 | 이용          |     |     |
| CB         | 5  | 김영권        |     |     |
| CB         | 20 | 홍정호        | 35′ |     |
| LB         | 3  | 윤석영        |     |     |
| CM         | 14 | 한국영        |     | 46′ |
| CM         | 16 | 기성용        |     |     |
| RW         | 17 | 이청용        |     |     |
| AM         | 13 | 구자철 (주장) |     |     |
| LW         | 9  | 손흥민        |     | 73′ |
| CF         | 18 | 김신욱        |     | 66′ |
| 교체 선수: |    |               |     |     |
| FW         | 11 | 이근호        |     | 46′ |
| MF         | 7  | 김보경        |     | 66′ |
| FW         | 19 | 지동원        |     | 73′ |
| 감독:      |    |               |     |     |
| 홍명보     |    |               |     |     |

| GK            | 1  | 티보 쿠르투아      |     |     |
| RB            | 21 | 앙토니 반덴 보르   |     |     |
| CB            | 15 | 다니엘 판 바위턴   |     |     |
| CB            | 18 | 니콜라스 롬바르츠  |     |     |
| LB            | 5  | 얀 페르통언 (주장) |     |     |
| CM            | 16 | 스테번 드푸르      | 45′ |     |
| CM            | 19 | 무사 뎀벨레        | 50′ |     |
| RW            | 14 | 드리스 메르턴스    |     | 60′ |
| AM            | 8  | 마루안 펠라이니    |     |     |
| LW            | 20 | 아드난 야누자이    |     | 60′ |
| CF            | 11 | 케빈 미라야스      |     | 88′ |
| 교체 선수:    |    |                    |     |     |
| MF            | 22 | 나세르 샤들리      |     | 60′ |
| FW            | 17 | 디보크 오리기      |     | 60′ |
| MF            | 10 | 에덴 아자르        |     | 88′ |
| 감독:         |    |                    |     |     |
| 마르크 빌모츠 |    |                    |     |     |

| 최우수 선수: 얀 페르통언 (벨기에) 부심: 하칸 아나즈 (오스트레일리아) 매슈 크림 (오스트레일리아) 대기심: 빅토르 우고 카리요 (페루) 후보 대기심: 로드네이 아키노 (파라과이) |

### 알제리 vs 러시아
양국은 1964년 (소련 시절) 에 한번의 친선전 맞대결을 펼쳐 2-2로 비겼었다.
승리를 거둘 경우 결선 토너먼트에 진출할 기회를 잡을 수 있는 러시아는 5분만에 드미트리 콤바로프가 좌측에서 올린 크로스를 알렉산드르 코코린이 머리로 해결하며 앞서나갔다. 알제리는 60분에 좌측에서 날아온 야신 브라히미의 프리킥을 이슬람 슬리마니가 머리로 연결했고, 이를 이고리 아킨페예프 러시아 골키퍼가 잡아내지 못해 동점골이 되었다. 알제리는 끝까지 골문을 사수해 무승부를 거두었고, 대한민국이 같은 시간에 벌어진 경기에서 벨기에에게 패하면서, 조 2위를 차지해 사상 처음으로 (1982년, 1986년, 그리고 2010년 대회 모두 조별 리그에서 탈락한 끝에) 결선 토너먼트 진출 자격을 얻었고, 반면 러시아는 소련 해체 후에 참가한 3번의 대회에서 모두 조별 리그 탈락의 고배를 마셨다.
알제리의 동점골 상황에서 텔레비전 다시보기를 통해 관중이 아킨페예프의 얼굴에 녹색 레이저를 비추었다는 것이 밝혀졌다. 경기 후, 알제리 축구 협회는 FIFA의 경기장 안전 및 보안 규정에서 금지한 품목인 레이저 지시봉을 반입한 것과 알제리 관중들의 기타 규정을 위반한 것에 대해 FIFA로부터 50,000 CHF의 벌금령이 내려졌다.
같이 아프리카 연맹에 소속된 나이지리아가 앞서 결선 토너먼트에 진출함에 따라 아프리카 축구 연맹은 처음으로 FIFA 월드컵 결선 토너먼트에 둘 이상의 진출국을 배출하였다.
| 알제리       | 1 – 1  | 러시아    |
| ------------ | ------ | --------- |
| 슬리마니 60′ | 리포트 | 6′ 코코린 |

| 알제리 | 러시아 |

| GK                | 23 | 라이스 므볼리         |       |       |
| RB                | 20 | 아이사 만디           |       |       |
| CB                | 4  | 에사이드 벨칼렘       |       |       |
| CB                | 5  | 라피크 할리시 (주장)  |       |       |
| LB                | 6  | 자멜 메스바흐         | 39′   |       |
| CM                | 12 | 카를 메자니           |       |       |
| CM                | 14 | 나빌 벤탈렙           |       |       |
| RW                | 10 | 소피안 페굴리         |       |       |
| AM                | 11 | 야신 브라히미         |       | 71′   |
| LW                | 18 | 압델무멘 자부         |       | 77′   |
| CF                | 13 | 이슬람 슬리마니       |       | 90+2′ |
| 교체 선수:        |    |                       |       |       |
| MF                | 7  | 하산 옙다             |       | 71′   |
| FW                | 9  | 나빌 길라스           | 87′   | 77′   |
| FW                | 15 | 엘 아르비 힐렐 수다니 |       | 90+2′ |
| DF                | 17 | 리아신 카다무로       | 90+2′ |       |
| 감독:             |    |                       |       |       |
| 바히드 할릴호지치 |    |                       |       |       |

| GK            | 1  | 이고리 아킨페예프     |     |     |
| RB            | 2  | 알렉세이 코즐로프     | 59′ |     |
| CB            | 14 | 바실리 베레주츠키)    |     |     |
| CB            | 4  | 세르게이 이그나셰비치 |     |     |
| LB            | 23 | 드미트리 콤바로프     | 57′ |     |
| CM            | 8  | 데니스 글루샤코프     |     | 46′ |
| CM            | 20 | 빅토르 파이줄린       |     |     |
| RW            | 19 | 알렉산드르 사메도프   |     |     |
| AM            | 9  | 알렉산드르 코코린     |     |     |
| LW            | 17 | 올레크 샤토프         |     | 67′ |
| CF            | 11 | 알렉산드르 케르자코프 |     | 81′ |
| 교체 선수:    |    |                       |     |     |
| MF            | 7  | 이고리 데니소프       |     | 46′ |
| MF            | 10 | 알란 자고예프         |     | 67′ |
| FW            | 6  | 막심 카눈니코프       |     | 81′ |
| 감독:         |    |                       |     |     |
| 파비오 카펠로 |    |                       |     |     |

| 최우수 선수: 이슬람 슬리마니 (알제리) 부심: 바하틴 두란 (터키) 타르크 옹군 (터키) 대기심: 호엘 아길라르 (엘살바도르) 후보 대기심: 후안 숨바 (엘살바도르) |

참고
1. ↑  경기에 투입되지 않았으나, 대기 중에 경고를 받았다.

## 같이 보기
- 대한민국의 FIFA 월드컵 성적